# Tourisme dans le Calvados
 (septembre 2008).
Si vous disposez d'ouvrages ou d'articles de référence ou si vous connaissez des sites web de qualité traitant du thème abordé ici, merci de compléter l'article en donnant les références utiles à sa vérifiabilité et en les liant à la section « Notes et références ».
Le tourisme dans le Calvados est l'un des moteurs de l'économie du département et de la Normandie.

## Tourisme balnéaire
Les plages calvadosiennes ont bénéficié, durant la deuxième partie du XIXe siècle de la proximité de Paris, du développement du réseau ferroviaire et de la mode des bains de mer. Le duc de Morny a créé la station balnéaire de Deauville dès 1860, le train en provenance de Paris s'y arrête en 1863. La Côte de nacre et la Côte fleurie (Houlgate, Deauville, Cabourg, Honfleur) sont bordées de villas secondaires aux allures de petits manoirs, des riches parisiens et anglais, construites pendant la Belle Époque.

## Tourisme historique

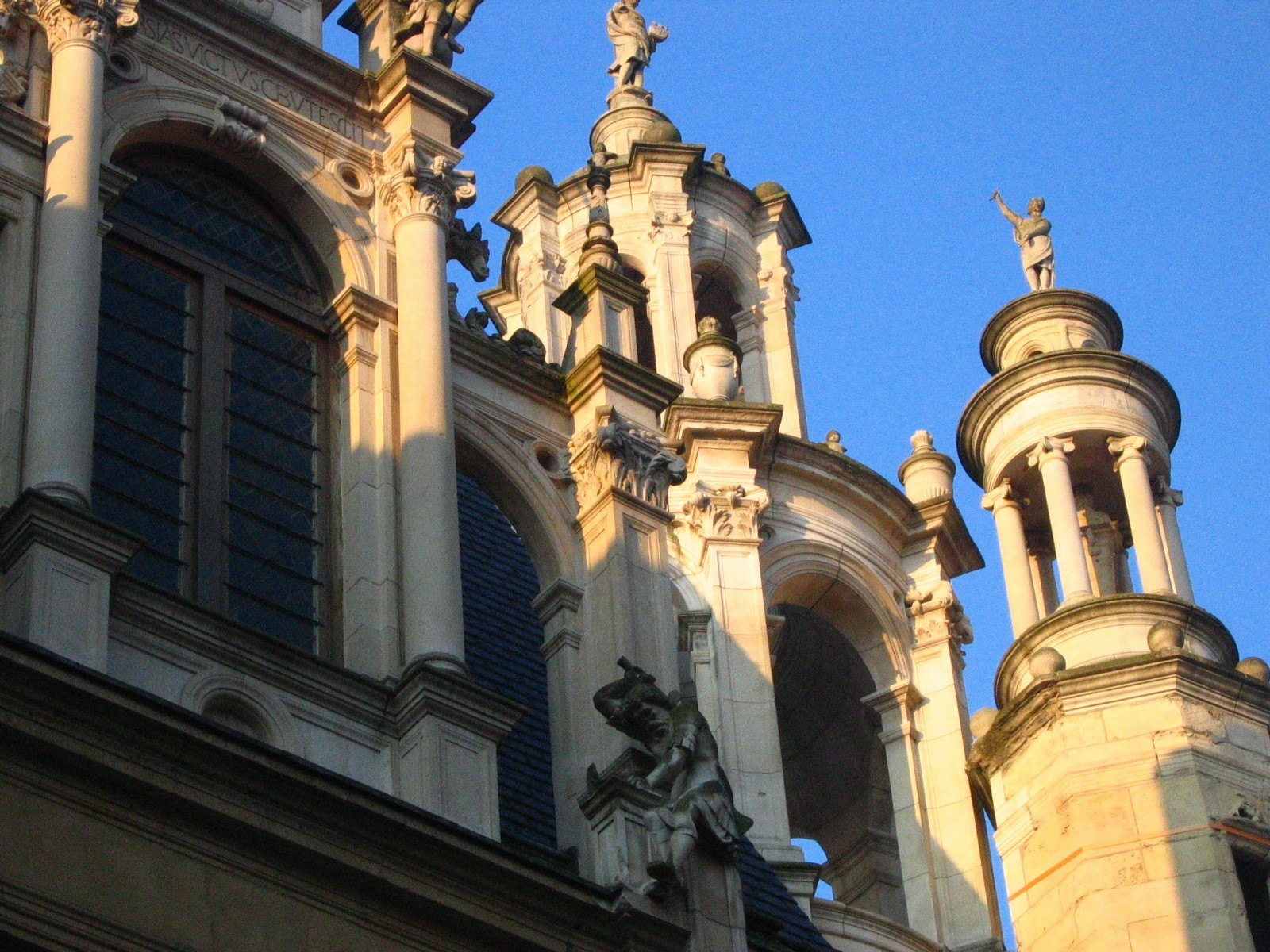
hôtel d'Escoville, 1533-1540, Caen

Le Calvados conserve des vestiges du Duché de Normandie tels que : 
- La Tapisserie de Bayeux ;
- Le château de Falaise ;
- Le château de Caen ;
- La cathédrale Notre-Dame de Bayeux.

Le Calvados accueille de nombreux touristes sur les plages du débarquement de 1944. Plusieurs monuments retracent l'histoire du débarquement sur les côtes normandes :
- Le Mémorial de Caen, à Caen ;
- Le musée D-Day Omaha à Vierville-sur-Mer ;
- Le musée de la bataille de la poche de Falaise à Falaise ;
- Le musée de la batterie de Merville à Merville-Franceville-Plage ;
- Le musée du débarquement à Arromanches-les-Bains ;
- Le mémorial du général de Gaulle à Bayeux ;
- Le musée du mur de l'Atlantique à Ouistreham ;
- Le musée Juno Beach à Courseulles-sur-Mer ;
- Le musée mémorial de la bataille de Normandie à Bayeux ;
- Le musée mémorial Pegasus à Ranville ;

## Tourisme architectural

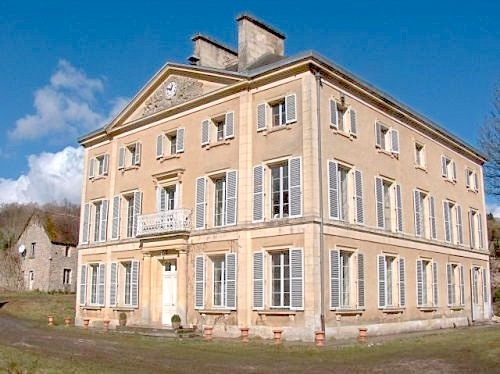
Château de La Pommeraye dans le Calvados.

- Le château de La Pommeraye, en Suisse normande ;
- Le château Ganne, à La Pommeraye (Calvados);
- Le vieux bassin de Honfleur.

## Tourisme gastronomique
La gastronomie normande attire les touristes à la recherche de « produits du terroir ». Les principaux fromages produits dans le Calvados sont le camembert (du nom d'une commune de l'Orne), le livarot, le pont-l'évêque et le Pavé d'Auge. Les produits issus de la pomme sont le calvados, le pommeau (voir : cidre). La mer est aussi présente dans la gastronomie normande (coquilles saint jacques de Port-en-Bessin, huitres de la Baie des Veys...). Certaines spécialités sont emblématiques d'une ville comme les tripes à la mode de Caen ou l'andouille de Vire.

## Tourisme écologique
- Le parc naturel régional des Marais du Cotentin et du Bessin, à proximité d’Isigny-sur-Mer ;
- La réserve naturelle nationale du coteau de Mesnil-Soleil à Damblainville ;
- Les falaises des Vaches Noires[3] à Houlgate ;
- La Suisse normande ;
- La baie de Sallenelles[4] à Ouistreham
- La brèche au diable[5], à Potigny.

## Tourisme industriel
- Musée de la mine du Molay-Littry